# Giovanni Grasso (1873-1930)
Pour les articles homonymes, voir Giovanni Grasso.
Giovanni Grasso, né le 19 décembre 1873 à Catane (Sicile) et mort le 14 octobre 1930 dans la même ville, est un acteur italien.

## Biographie
Giovanni Grasso a commencé sa carrière dans le monde du spectacle au théâtre de marionnettes sicilien Opera dei Pupi, dirigé par son père Angelo Grasso (it). Il est initié à la carrière théâtrale par Nino Martoglio. Aux côtés du célèbre poète et avec une importante troupe de théâtre composée, entre autres, de Virginia Balistrieri, Angelo Musco, Rocco Spadaro, Giacinta Pezzana et Totò Majorana, il interprète plusieurs pièces à succès telles que Il berretto a sonagli, Feudalesimo, Morte civile, Pietra su pietra et Cavalleria rusticana, se produisant sur les plus grandes scènes d'Italie, puis internationales : Espagne, Amérique du Sud, France, Angleterre, Allemagne, Russie et États-Unis.
Ses prestations sont admirées par les plus grandes personnalités théâtrales de l'époque. Aurélien Lugné-Poe le voit jouer en Argentine en 1907 et organise une tournée à Paris début 1908. À Paris, il est admiré par Jacques Copeau (qui le mentionne dans ses carnets), par André Antoine et par Loïe Fuller.
Lors d'une représentation à Florence fin 1907, il est remarqué par Edward Gordon Craig qui en parle à plusieurs reprises dans la revue The Mask. Craig lui-même, lors de son séjour au Théâtre d'Art de Moscou à l'automne 1908, convainc Stanislavsky d'inviter quelques membres de la troupe de Grasso au Théâtre d'art de Moscou. L'objectif est de réunir les acteurs siciliens et ceux du Théâtre d'art afin d'observer de près leurs techniques de jeu respectives.
Lors de la même tournée en Russie en 1908, la troupe de Grasso donne quelques représentations à Saint-Pétersbourg où elle fait l'admiration de Vsevolod Meyerhold qui déclarera plus tard : « J'ai pris conscience de nombreuses lois de la biomécanique en regardant jouer le magnifique tragédien sicilien Grasso ». Meyerhold lui-même dédiera son étude du « Saut sur le torse » à Grasso.
Les tournées américaines de la compagnie de Grasso dans les années 1920 ont été très importantes pour l'impact qu'il a eu sur Lee Strasberg — qui lui a consacré plusieurs pages dans The Dream of Passion — et sur Sanford Meisner qui le décrira comme « Le plus grand acteur que j'aie jamais vu ».
Giovanni Grasso joue également dans des films muets dont il est considéré comme un pionnier sur la scène internationale avec le film Perdus dans les ténèbres de Nino Martoglio.
Le 20 juillet 1904, il est initié à la franc-maçonnerie dans la loge Trionfo ligure de Gênes.

## Filmographie partielle

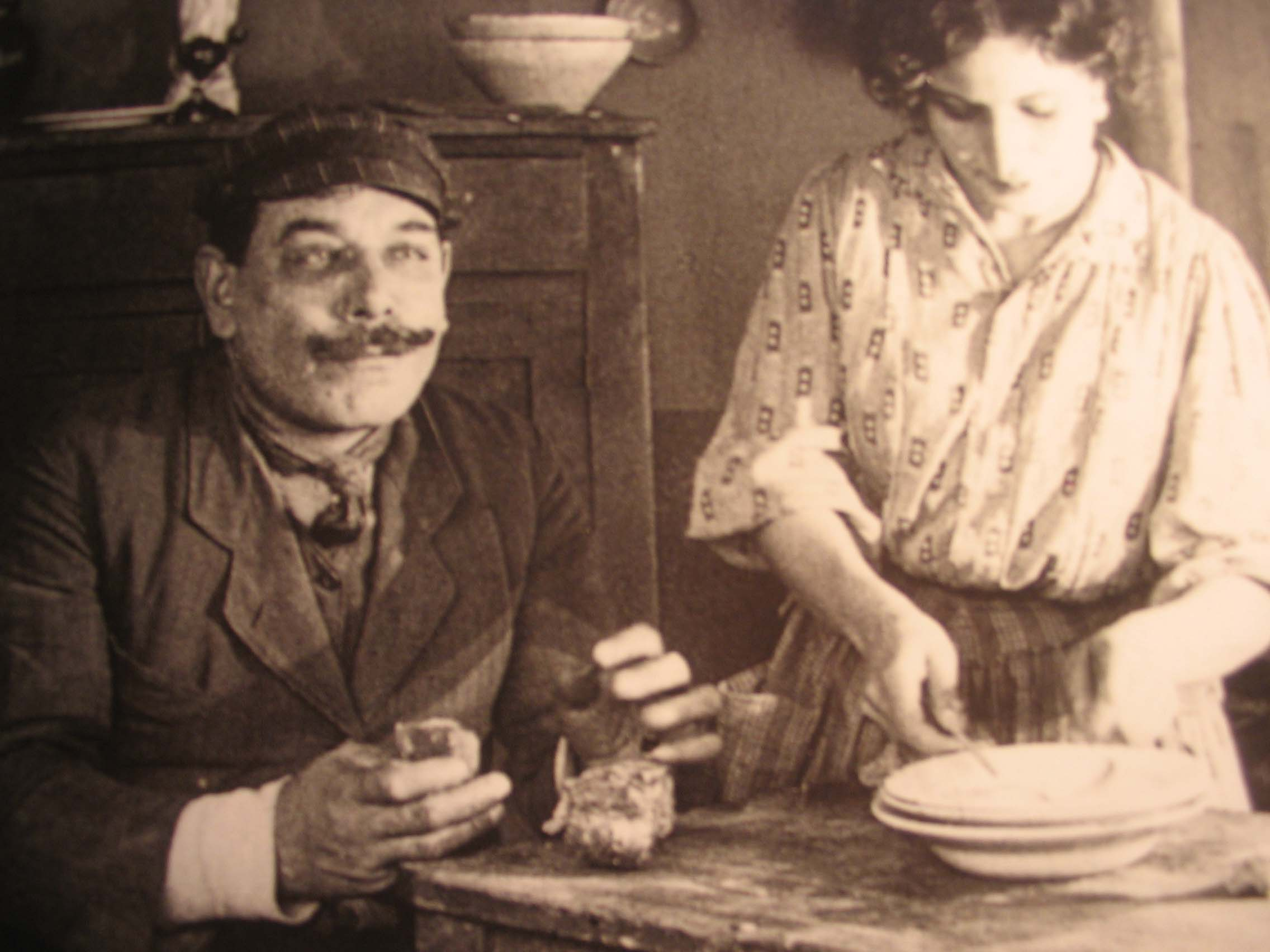
Grasso avec Virginia Balistrieri dans le film Perdus dans les ténèbres (1914).

- 1910 : La Mort civile (La morte civile) de Mario Gallo
- 1912 : Un amore selvaggio de Raffaele Viviani
- 1914 : Capitan Blanco (it) de Nino Martoglio
- 1914 : Perdus dans les ténèbres (Sperduti nel buio) de Nino Martoglio
- 1917 : Il lupo (it)  de Giulio Antamoro
- 1918 : Sole (it) ou La regina di Marechiaro de Giulio Antamoro
- 1919 : Vautrin d'Alexandre Devarennes
- 1919 : Per te muoio ou Per l'onore de Gustavo Serena
- 1919 : Mala Pasqua ou Sei anni dopo ou A te la mala Pasqua! d'Ignazio Lupi
- 1920 : Tromp-la-mort d'Alexandre Devarennes
- 1920 : Il dramma dell'amore ou Assalto all'ignoto d'Amleto Palermi
- 1920 : Dopo il peccato d'Amleto Palermi
- 1923 : La casa degli scapoli (it) d'Amleto Palermi
- 1923 : L'ospite sconosciuta (it) ou Mala femmina de Telemaco Ruggeri
- 1924 : Cavalleria rusticana (it) de Mario Gargiulo (it)
- 1926 : Il cavaliere Petagna (it) de Mario Gargiulo (it)